# 비타민 B 복합체

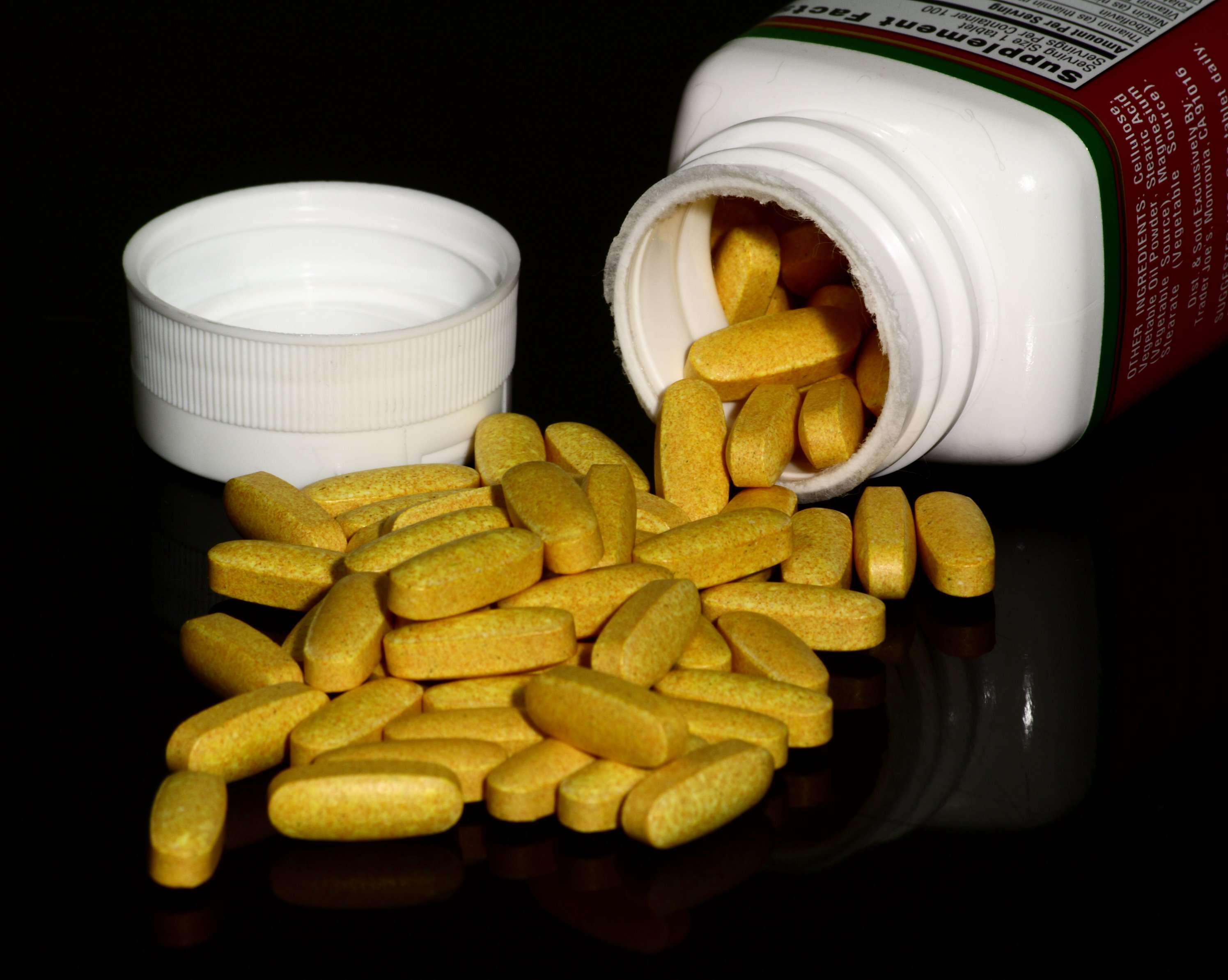
비타민 B 보충제

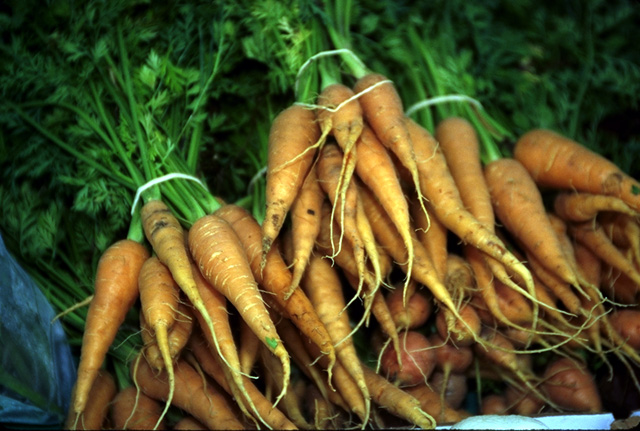
비타민B복합제-당근

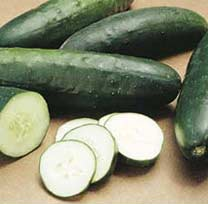
비타민B복합제-오이

비타민 B 복합체(영어: vitamin B complex) 또는 비타민 B군은 세포 대사에서 중요한 역할을 수행하는 수용성 비타민들이다. 비타민 B는 한때 단일한 비타민으로 알려졌었으나, 이 후의 연구에서 비타민 B군은 같은 음식에서 종종 공존하지만 화학적으로 구별되는 비타민들이라는 것이 밝혀졌다. 일반적으로 보충제는 비타민 B 복합체(vitamin B complex)라고 불리는 8개 비타민 모두를 포함하고 있다. 개별적인 비타민 B 보충제는 각 비타민의 구체적인 이름으로 불린다.(예: B1, B2, B3 등) 한편 비타민 B들은 수용성이므로 체내에 축적되지 않고 배출되므로 주기적이고 지속적인 섭취가 요구된다. 그러나 이러한 메카니즘이 영양소의 과도한 체내 축적으로 인한 부작용으로부터 에너지 대사 등의 물질대사(metabolizm)에서 비타민이 보다 전략적으로 안정적일수있기때인지가 비타민의 선택요인인자인지는 진화론적 측면에서 계통발생학적인 지속적인 검증이 있어야겠으나 수지 코헨(Suzy Cohen)은 이러한 또다른 맥락에서 비타민과 미네랄 영양소의 과잉은 신체내에서의 미량영양소와 대량영양소와의 불균형을 초래하며 부수적이고 추가적인 데미지를 야기한다고 보고하고 있다.

## 비타민 B의 목록
- 비타민 B1 (티아민)
- 비타민 B2 (리보플래빈)
- 비타민 B3 (나이아신, 니코틴아마이드)
- 비타민 B5 (판토텐산)
- 비타민 B6 (피리독신, 피리독살, 피리독사민)
- 비타민 B7 (바이오틴) (비타민 H라고도 한다)
- 비타민 B9 (폴산, 엽산) (비타민 L이라고도 한다)
- 비타민 B12 (코발라민)

## 비타민 B의 효과
- 면역체계 강화
- 신경계기능 강화
- 췌장암의 발병 위험률 감소
- 피부색과 근육 건강을 유지
- 신진대사작용을 촉진, 도움

## 관련 영양소
아래의 성분 중에 다수가 한때 비타민으로 알려졌다. 그러나 이 성분들은 더 이상 비타민으로 간주되지 않으며, 이 성분들에게 할당된 번호가 현재 비타민 B 복합체의 실제 번호의 공백을 만들었다. 이 중의 어떤 성분은 인간에게는 필수적이지 않아도 다른 생명체에게는 필수적이며, 그 밖의 성분은 알려진 영양학적 가치가 없고 심지어 특정 조건에서 독성을 띄기도 한다.
- 비타민 B4: 아데닌, 뉴클레오베이스의 일종으로 인체에서 합성된다.[3]
- 비타민 B8: 인산 아데노신, 또는 마이오이노시톨. 인체에서 합성된다.
- 비타민 B10: 4-아미노벤조익산
- 비타민 B11: pteryl-hepta-glutamic acid, 병아리 성장 인자로 엽산의 일종이다. 나중에 사람에게 필요한 다섯 가지 엽산 중 하나로 밝혀졌으며 비타민 S 또는 Factor S로 알려졌다.
- 비타민 B13: 오로트산. 사람을 포함한 대다수의 고등동물이 자체 생성가능하며, 뉴클레오타이드의 중간대사체임이 확인되어 제외되었다.
- 비타민 B14: 세포 증식자, 항 빈혈, 쥐 성장 인자. Earl R. Norris에 의해 aontitumor pterin phosphate라고 불렸다. 성장등에 관여하는 것으로 생각되었으나 실험 결과 관련 사항 없어 퇴출되었다.
- 비타민 B15: 판가민 산. 비타민이 아니어서 퇴출되었다.
- 비타민 B16: 다이메틸글리신 (DMG). 신체에서 합성되기 때문에 퇴출되었다.
- 비타민 B17: nitrilosides, 아미그달린 또는 레이어트릴. 이 물질들은 다양한 씨, 싹, 콩, 곡류, 덩이줄기(tuber)에서 발견된다. 양이 많으면 독성을 띄지만, 지지자들은 과학적 증거가 부족함에도 불구하고 이 물질이 항암 치료와 암 예방에 효과가 있다고 주장한다.[4]

## 같이 보기
- 지방간
- 간경변
- 카르니틴(비타민 BT)
- 대사 증후군(메터볼릭 신드롬)
- 당뇨병
- Cys-Met 대사 PLP 의존성 효소 패밀리